# Joseph Martin Luther Gardner
Joseph Martin Luther Gardner (* 15. Januar 1970; † 5. Dezember 2008 in Columbia) war ein US-amerikanischer Mörder. Er wurde für den Mord an der 25-jährigen Melissa Ann McLaughlan als 1136. Mensch seit der 1976 erfolgten Wiedereinführung der Todesstrafe in den USA im US-Bundesstaat South Carolina mit der Giftspritze hingerichtet.

## Die Tat
Am 31. Dezember 1992 schworen sich Gardner, ein Angehöriger der U.S. Navy, und seine beiden Kameraden Matthew Carl Mack und Matthew Williams, aus Rache für 400 Jahre Unterdrückung der Schwarzen durch die Weißen, eine weiße Frau zu vergewaltigen und zu töten.
Nachdem Melissa McLaughlan in einer Bar mit ihrem Verlobten einen Streit hatte, verließ sie den Nachtklub und lief den drei jungen Männern über den Weg. Gardner und seine Kumpane nahmen die Frau im Wagen mit, fuhren daraufhin zu seinem Mobilheim, wo sie von den drei Männern vergewaltigt und gefoltert wurde. Anschließend wurde sie von weiteren drei Männern, die dort eintrafen, nochmals vergewaltigt.
Gardner und seine beiden Kumpane schleiften die gefesselte Frau, der sie die Augen verbunden hatten, zurück ins Auto, um mit ihr Richtung Charleston zu fahren. Während der Fahrt gelang es ihr, sich von den Fesseln zu befreien. Als Gardner, der auf dem Beifahrersitz Platz genommen hatte, dies bemerkte, schoss er ihr zweimal gezielt in den Kopf. Ehe sie aus dem Wagen geworfen und am Straßenrand liegengelassen wurde, schoss er ihr weitere drei Male in den Kopf.
Eineinhalb Jahre später wurde Gardner am 25. Mai 1994 auf die Liste der FBI Ten Most Wanted Fugitives (zehn gesuchteste Flüchtige des FBI) gesetzt. Am 19. Oktober 1994 wurde er in Philadelphia verhaftet und am 13. Dezember 1995 durch ein Geschworenengericht zum Tode verurteilt. Matthew Mack und Matthew Williams wurden zu lebenslangen Freiheitsstrafen verurteilt.

## Hinrichtung
Nachdem Joseph Gardner die Henkersmahlzeit abgelehnt hatte, wurde er am 5. Dezember 2008 im Broad River Correctional Institution mit der Giftspritze hingerichtet. Sein Tod wurde um 18:15 festgestellt.